# Gisèle Halimi
Vous lisez un « bon article » labellisé en 2020.
Pour les articles homonymes, voir Halimi.
Gisèle Halimi /ʒi.zɛl a.li.mi/ (arabe : جيزيل حليمي, jayzil halimi), née Zeiza Gisèle Élise Taïeb (زايزا جيزيل إليز الطيب, zāyzā jayzīl ʼilayz alṭayib) le 27 juillet 1927 à La Goulette en Tunisie et morte le 28 juillet 2020 à Paris, est une avocate, militante féministe et femme politique franco-tunisienne.
Avocate, elle défend à partir des années 1950 des militants de l'indépendance de l'Algérie, alors française, dont notamment des membres du Front de libération nationale (FLN). À partir de l'année 1960, elle assure la défense de l'activiste et militante Djamila Boupacha, accusée de tentative d'assassinat puis torturée et violée, en détention, par des soldats français. Aux côtés de Simone de Beauvoir, elle médiatise ce procès afin de mettre en lumière les méthodes de torture de l'armée française au moment de la guerre d'Algérie.
Figure du féminisme en France, elle est la seule avocate signataire du manifeste des 343 de 1971 réunissant des femmes qui déclarent avoir déjà avorté et réclament le libre accès à l'avortement, alors réprimé en France. Dans la foulée, elle fonde le mouvement Choisir la cause des femmes, aux côtés notamment de Simone de Beauvoir et Jean Rostand. En 1972, lors du procès de Bobigny, son action en tant qu'avocate de femmes accusées d'avortement illégal permet l'acquittement de trois des accusées ainsi qu'un sursis pour la quatrième, et contribue à l'évolution vers la loi Veil sur l'interruption volontaire de grossesse, en 1975.
De même, sa stratégie de défense médiatisée de deux jeunes femmes victimes en 1974 d'un viol collectif jugé en 1978, Anne Tonglet et Araceli Castellano, contribue à l'adoption d'une nouvelle loi en 1980, définissant clairement l'attentat à la pudeur et le viol, permettant de reconnaître ce dernier comme un crime, alors qu'il était traité jusque-là le plus souvent comme un délit en droit français.
Proche de François Mitterrand, elle est élue députée lors des élections législatives de 1981, un mandat qu'elle occupe jusqu'en 1984. Militant pour la parité en politique, elle obtient en 1982 le vote d'un article de loi autorisant des quotas par sexe aux élections, mais le texte est annulé par le Conseil constitutionnel. Aux côtés de Robert Badinter, elle est à l'origine de la loi abrogeant la distinction de la majorité sexuelle pour les rapports homosexuels.
À partir de 1985, elle occupe plusieurs fonctions successives à l'UNESCO (ambassadrice de la France, présidente du comité des conventions et des recommandations) puis à l'Organisation des Nations unies (conseillère spéciale de la délégation française à l'Assemblée générale, rapporteuse pour la parité entre hommes et femmes dans la vie politique). Elle est en outre l'une des fondatrices de l'association altermondialiste ATTAC en 1998.
En 2008, elle publie avec l'association Choisir l'essai La clause de l'Européenne la plus favorisée qui propose de généraliser à l'ensemble des citoyennes de chaque pays membre de l'Union européenne la disposition la plus favorable dans chaque domaine des droits des femmes.

## Biographie

### Enfance
Zeiza Taïeb naît le 27 juillet 1927 à La Goulette,, dans une famille juive pratiquante, près de Tunis. Elle est issue d'une famille modeste,, d'une mère d'origine espagnole (séfarade), Fortunée Mettoudi, dite Fritna, et d'un père d'origine berbère, Édouard Taïeb, un expert,. Son père a commencé comme garçon de course dans un cabinet d'avocat avant d'être clerc de notaire,. Zeiza Taïeb est passionnément aimée par ce père pourtant si désolé d'avoir une fille qu'il met plusieurs semaines à l'avouer à ses amis. Elle dit de sa mère, à qui elle a consacré un livre publié en 1999, que celle-ci « ne [l]'aimait pas » et qu'elle est « l'explication de toute [sa] démarche », ayant « voulu que les femmes ne lui ressemblent pas ». Selon Le Maitron, « le féminisme de Gisèle Halimi s'enracine dans la déception (et le récit qui lui en a été fait) suscitée par sa naissance auprès de parents qui espéraient un garçon. Particulièrement fervente, sa mère marqua toujours sa préférence pour ses fils, tandis que son père, désarçonné par la détermination dont Gisèle Halimi fit preuve dès son plus jeune âge (notamment dans le refus d'être assignée à une condition inférieure), ne cessa de lui porter une grande affection ».
Elle se révolte au sein de sa famille contre l'obligation faite aux filles de servir les hommes à table, y compris ses frères, et contre l'obligation de se consacrer à des tâches ménagères dont ses frères sont dispensés. À l'âge de treize ans, elle entame une grève de la faim afin de ne plus avoir à faire le lit de son frère. Au bout de trois jours, ses parents cèdent et elle écrit dans son journal intime de l'époque : « Aujourd'hui j'ai gagné mon premier petit bout de liberté ». Elle a auparavant également entamé une grève de la faim à dix ans pour appuyer son droit à la lecture et obtient de bons résultats scolaires là où ses frères échouent : l'indifférence à ce sujet au sein de sa famille ajoute à son indignation.
Selon une hypothèse formulée par Le Maitron, le racisme des Français et de ses parents ainsi que l'antisémitisme à l'école pourraient expliquer l'importance de son engagement en faveur de la décolonisation, tandis que l'engagement d'un oncle du côté paternel au sein du Parti communiste tunisien pourrait éclairer sa socialisation politique.
Des années plus tard, elle estimera qu'elle avait en elle « une rage, une force sauvage, [une volonté de se] sauver ».

### Formation
Après l'obtention de son baccalauréat au lycée Armand-Fallières de Tunis, elle refuse un mariage arrangé avec un marchand d'huile pour ses quinze ans,, et obtient l'autorisation de suivre ses études en France métropolitaine l'année suivante.
Elle obtient sa licence en droit et deux certificats de licence de philosophie au sein de l'actuelle université Panthéon-Sorbonne,, elle est en même temps élève à l'Institut d'études politiques de Paris,. Tout au long de ses études, Zeiza Taïeb est boursière et occupe un emploi de téléphoniste pour payer une partie de ses études. Elle obtient son diplôme d'avocate en 1948. Peu avant ses vingt ans, à la fin des années 1940, elle contracte un mariage arrangé avec Raymond Zemmour, un magistrat installé en Normandie, mais divorce quelques mois plus tard.
Gisèle Halimi est traumatisée par son propre avortement « barbare » subi en 1946 à l'âge de 19 ans « par un jeune médecin sadique, un monstre, qui avait fait un curetage à vif » en lui disant « Comme ça, tu ne recommenceras pas »,.
En 1949, après s'être mariée avec un fonctionnaire au ministère de l'Agriculture, Paul Halimi, Zeiza Taïeb prend le nom de Gisèle Halimi et entre au barreau de Tunis pour plaider de petites affaires puis défendre des syndicalistes et des indépendantistes tunisiens. Elle poursuit ensuite sa carrière d'avocate à Paris où elle s'inscrit au barreau en 1956.

### Carrière juridique

#### Décolonisation
Dès les années 1950, Gisèle Halimi milite pour l'indépendance de son pays, la Tunisie, mais aussi pour celle de l'Algérie. À partir de 1956, elle est l'avocate de condamnés algériens dans une affaire de condamnation sur des aveux extorqués, voire imposés, à 44 détenus dont 17 femmes, puis dénonce les tortures pratiquées par l'armée française et défend les militants du Mouvement national algérien poursuivis par la justice française. Elle vit alors chichement dans un deux-pièces du 10e arrondissement de Paris avec ses deux fils. Entre 1956 et 1957, avec l'avocat communiste Léo Matarasso, elle parvient à mettre en cause des autopsies truquées d'un médecin qui reconnaîtra ses déclarations mensongères. Elle devient l'une des principaux avocats du Front de libération nationale (FLN) algérien, ce qui lui vaut d'être arrêtée et brièvement détenue, ainsi que d'être menacée de mort, ce qui est alors pris très au sérieux par les services de police.

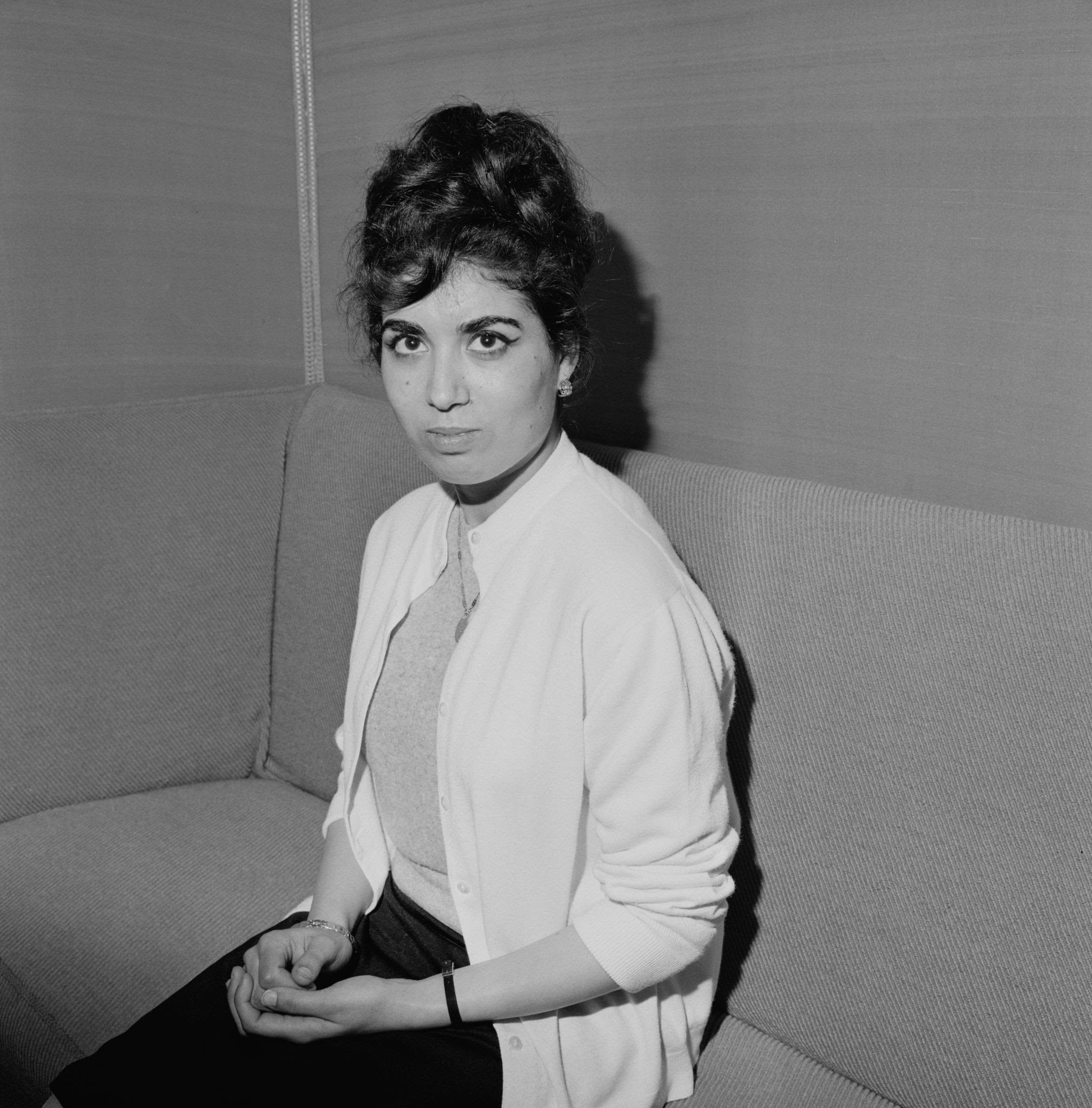
Djamila Boupacha en 1963.

À partir de 1960, elle prend la défense de Djamila Boupacha, militante du FLN, accusée d'avoir déposé une bombe dans un snack-bar d'Alger, avant d'être torturée et violée, en détention, par des soldats français. Gisèle Halimi axe sa défense sur l'invalidité des aveux obtenus sous la torture et, avec l'accord de Djamila Boupacha, fait publiquement état de son viol, et porte plainte contre X. Pour la première fois pour un procès de ce type, des médecins gynécologues sont convoqués comme experts. Gisèle Halimi ne peut assister au premier procès prévu devant le tribunal militaire, et doit donc y déléguer l'un de ses correspondants en Algérie, Me Pierre Garrigues,, qui est assassiné à Alger le 1er mars 1962. Devant les entraves juridiques, elle porte plainte contre le général Ailleret, commandant supérieur des forces armées en Algérie, et contre Pierre Messmer, ministre des Armées, pour violation des droits constitutionnels de sa cliente. Les deux hauts responsables sont inculpés pour forfaiture, ce qui médiatise le dossier. Elle obtient par ailleurs le dépaysement du procès à Caen, et mobilise ses réseaux pour former un comité de défense qui collecte les fonds nécessaires pour financer le rapatriement en France. Ce procès est notamment défendu dans les colonnes du journal Le Monde par l'écrivaine et philosophe Simone de Beauvoir qui, dans la foulée, coécrit avec Gisèle Halimi Djamila Boupacha, un ouvrage qui obtient de nombreux soutiens et la participation de grands noms. Le portrait de Djamila Boupacha au crayon sur papier daté du 8 décembre 1961 par Pablo Picasso est publié le 8 février 1962 à la une du magazine Les Lettres françaises et figure le même mois aux éditions Gallimard en regard de la page de titre du livre,,. Ce dessin, qui aurait contribué à sauver Djamila Boupacha de la peine de mort,, estimé à 400 millions de dollars, appartient aujourd'hui à un collectionneur américain. Condamnée à mort en France le 28 juin 1961, Djamila Boupacha est amnistiée à la suite des dispositions prises par les accords d'Évian et libérée le 21 avril 1962.
En mars 1967, en pleine guerre du Vietnam, le médecin français Marcel-Francis Kahn rencontre brièvement Hô Chi Minh avec Gisèle Halimi, puis y retourne en mission d'observation pour le Tribunal Russell, sur les crimes de guerre des États-Unis au Viêt Nam, également connu sous le nom de « Tribunal Russell-Sartre », et organise la collecte « Un bateau pour le Viêt Nam ». Gisèle Halimi préside ainsi une commission d'enquête du Tribunal Russell.
Le 8 janvier 1974, Gisèle Halimi est l'invitée de l'émission Aujourd'hui Madame sur la deuxième chaîne de l'ORTF. Elle y défend l'avortement libre et la lutte contre le racisme et répond aux critiques sur son engagement pour l'indépendance algérienne,.

#### Droit à l'avortement

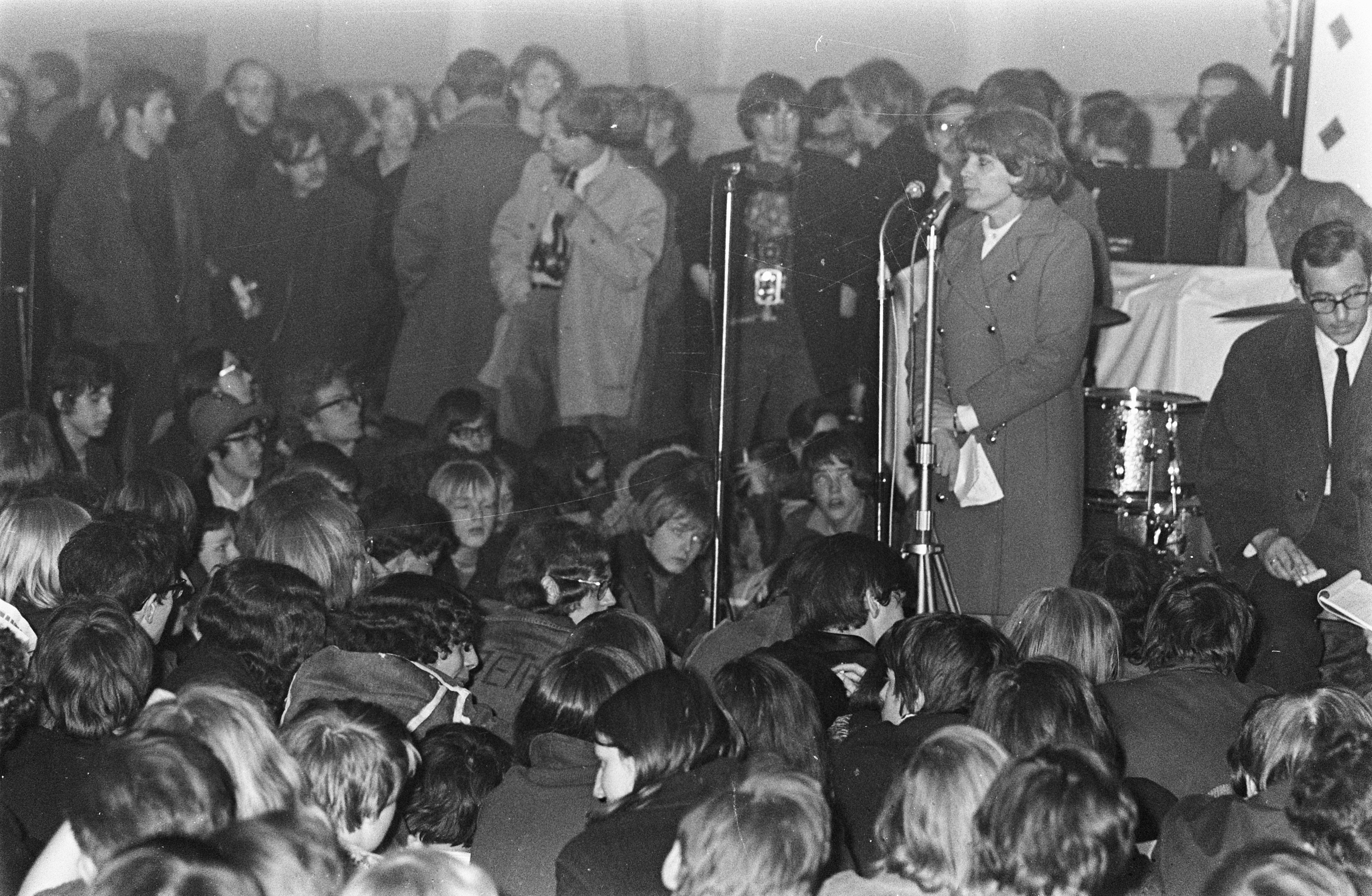
Gisèle Halimi sur scène, en 1968.

Féministe, Gisèle Halimi est la seule avocate signataire, en 1971, du manifeste des 343 femmes qui déclarent avoir avorté et réclament le libre accès aux moyens contraceptifs et l'avortement libre.
Aux côtés notamment de Simone de Beauvoir et de Jean Rostand, elle fonde en 1971 le mouvement féministe Choisir la cause des femmes et milite en faveur de la dépénalisation de l'avortement. Son premier objectif est d'assurer la défense des signataires du manifeste des 343 qui pourraient être inculpées, et au-delà de lutter pour la révision de la loi de 1920, interdisant aux femmes de maîtriser leur fécondité par des moyens contraceptifs ou abortifs. Elle assume la présidence de cette association à la mort de Simone de Beauvoir.

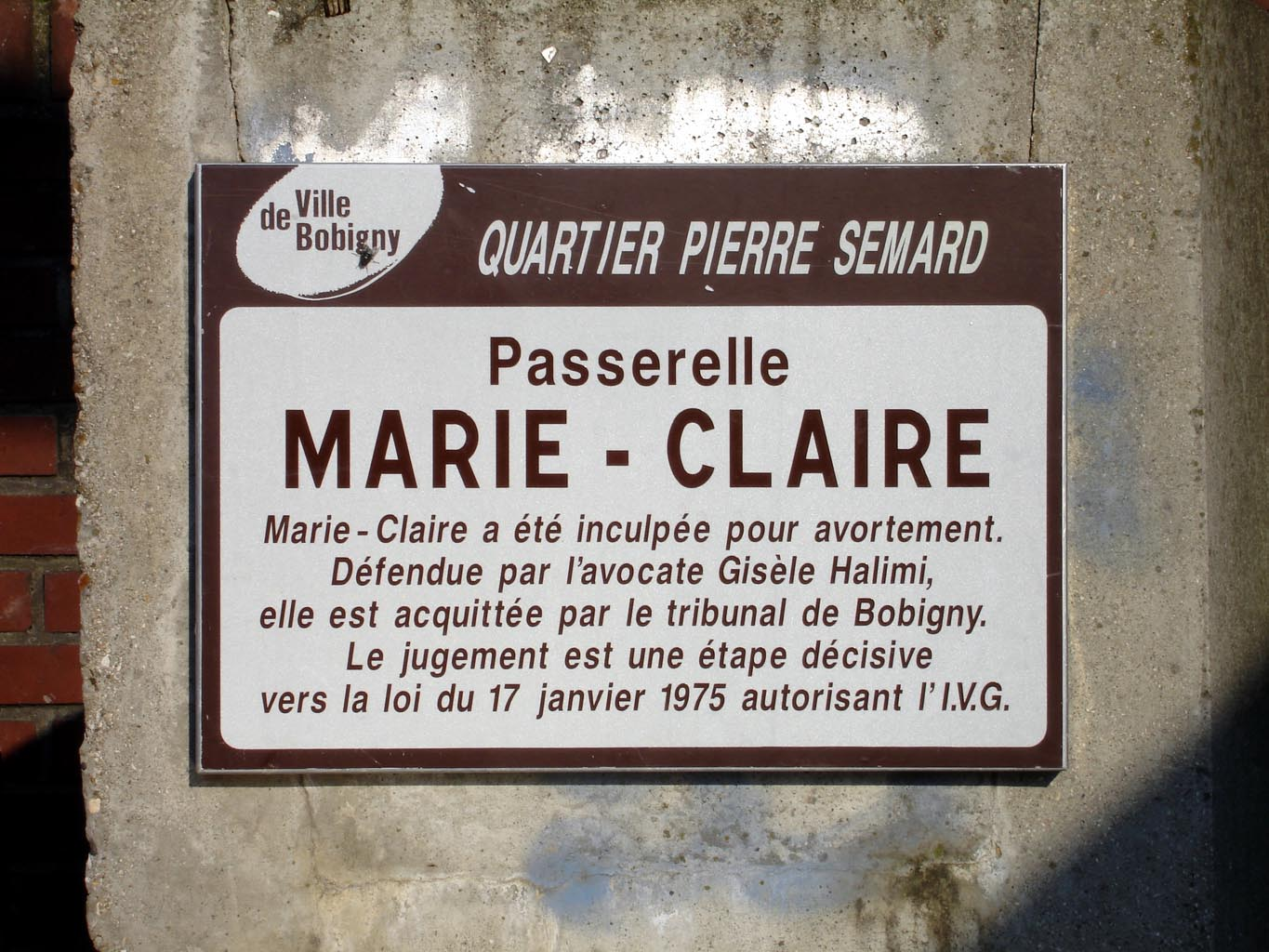
Plaque de la passerelle Marie-Claire de Bobigny nommée en mémoire du procès de 1972 et de Marie-Claire Chevalier.

Lors du procès de Bobigny en 1972, dont le retentissement est considérable, elle obtient tout d'abord du tribunal la relaxe pour Marie-Claire, une jeune fille de seize ans qui a avorté après un viol, du sursis pour la mère et la relaxe pour les deux amies ayant aidé Marie-Claire ; elle fait de ce procès une tribune contre la loi criminalisant l'avortement. Ce procès contribue à l'évolution vers la loi Veil sur l'interruption volontaire de grossesse, votée en décembre 1974 et promulguée en janvier 1975,.

#### Criminalisation du viol
Le 29 mai 1977, elle est interviewée par la chaîne FR3. En plein débat sur la criminalisation du viol, elle dénonce la culpabilisation faite de la victime et l'indulgence faite au violeur. Elle déclare : « Une femme violée, c'est une femme cassée. C'est une femme éclatée, c'est une femme qui, à mon sens, ne s'en remettra jamais ».
En 1978, Gisèle Halimi use à nouveau d'une stratégie de médiatisation judiciaire au moment d'un procès où elle représente deux jeunes femmes victimes d'un viol collectif, Anne Tonglet et Araceli Castellano, qu'elle parvient à porter devant les assises d'Aix-en-Provence.
En effet, si le viol est criminalisé depuis le premier Code pénal français de 1791, l'arsenal pénal de cette époque ne permet que la qualification en viol et la poursuite de faits constitués d'une pénétration vaginale avec éjaculation hors-mariage avec violence. À cette criminalisation partielle, fruit de ce que l'historienne Séverine Liatard décrit comme « une législation […] qui avait pour but de protéger les « familles » atteintes dans leur honneur quand une des leurs était violée » ainsi que dans les cas d'enfants adultérin, s'ajoute la quasi-systématique requalification en atteintes à la pudeur des affaires.
Dans ce procès où Gisèle Halimi s'oppose notamment à l'un des avocats de la défense, Gilbert Collard, l'ouverture du huis clos ainsi qu'une large exposition médiatique font partie des éléments exposés comme ayant conduit à la condamnation de six ans pour le meneur de l'expédition du viol collectif ainsi que quatre ans pour les deux autres accusés,.
Ce procès entré dans le débat public contribue à l'adoption de la nouvelle loi du 23 décembre 1980 de la sénatrice Brigitte Gros définissant clairement l'attentat à la pudeur et élargissant la définition du viol en « tout acte de pénétration sexuelle, de quelque nature qu'il soit, commis sur la personne d'autrui, par violence, contrainte ou surprise »,.
Par la suite, Gisèle Halimi aide et soutient la cinéaste Yannick Bellon à produire le film L'Amour violé et présente le film, à de nombreuses reprises lors de débats sur le sujet.

#### Statut de l'avocate
Lorsque Gisèle Halimi s'installe comme avocate en 1949, elle fait figurer sa profession sur l'en-tête de son papier à lettres : « avocate ». Plus tard, à Paris, l'un de ses confrères proteste et demande au bâtonnier, qui refuse, de lui enjoindre de remplacer cette mention par « avocat », au motif que le mot au féminin « prédéterminait » son intention « d'affirmer le caractère féministe de son action ».

Un point pose toutefois problème à Gisèle Halimi lors de son installation : ce sont les termes contenus dans la prestation de serment, qui préconisent entre autres de conserver de la distance avec la cause des clients, et d'intervenir « avec dignité, conscience, indépendance et humanité dans le respect des tribunaux, des autorités publiques et des règles de son ordre, ainsi que de ne rien dire ni publier qui soit contraire aux lois, aux règlements ou bonnes mœurs, à la sûreté de l'État et à la paix publique ». Or, pour elle, l'exercice de la profession d'avocat nécessite au contraire d'avoir la plus grande liberté de parole. Elle revient sur ces points au début de sa plaidoirie lors du procès de Bobigny : 

« Je ressens avec une plénitude jamais connue à ce jour un parfait accord entre mon métier qui est de plaider, qui est de défendre, et ma condition de femme […] Si notre très convenable déontologie prescrit aux avocats le recul nécessaire, la distance d'avec son client, sans doute n'a-t-elle pas envisagé que les avocates, comme toutes les femmes, étaient des avortées, qu'elles pouvaient le dire, et qu'elles pouvaient le dire publiquement comme je le fais moi-même aujourd'hui […] »

Elle considère aussi que « l'avocat doit quelquefois se lever contre les lois elles-mêmes, qui bien que régulièrement promulguées, sont des lois injustes au regard de certaines libertés fondamentales ou contre des lois justes injustement mises en œuvre pour les humiliés et les offensés ». En 1982, en tant que députée, elle parvient à faire voter avec Robert Badinter la modification du contenu de la prestation de serment, qui ne mentionne plus ni le « respect des autorités publiques », ni « relation aux bonnes mœurs », ni « sûreté de l'État et à la paix publique », donnant ses lettres à la prestation de serment moderne : 

« Je jure, comme avocat, d'exercer mes fonctions avec dignité, conscience, indépendance, probité et humanité. »

### Parcours politique

#### Premières actions
En 1965, Gisèle Halimi, en compagnie de Madeleine Guilbert, Marguerite Thibert, Évelyne Sullerot, Colette Audry et Andrée Michel, participe au Mouvement démocratique féminin, fondé par Marie-Thérèse Eyquem et affilié à la Fédération de la gauche démocrate et socialiste (FGDS). Cette association soutient la candidature de François Mitterrand à la présidentielle de 1965 et veut unir socialisme et féminisme. Lors des élections législatives de 1967, elle fait partie des sept candidates de la FGDS présentées sur des « circonscriptions perdues », et  arrive à la troisième place dans la dix-septième circonscription de Paris. Dans les années 1970, elle lance son mouvement, Choisir, dans l'élaboration d'un « programme commun des femmes » et fait présenter cent femmes aux élections législatives de 1978, sans succès. Elle se place à la cinquième place pour la dix-neuvième circonscription de Paris.

#### Députée et conseillère régionale de Rhône-Alpes
Amie de François Mitterrand dont elle soutient la candidature victorieuse à l'élection présidentielle de 1981, elle cherche à se porter candidate avec le soutien du Parti socialiste (PS) lors des élections législatives de 1981. Elle tente d'abord de s'implanter dans la première circonscription de Loir-et-Cher mais, rejetée par les militants locaux, elle se reporte sur la quatrième circonscription de l'Isère, où l'accueil de la section socialiste est, selon Le Monde, « à peine moins froid », alors que le député sortant Jacques-Antoine Gau (PS) vient de mourir et que son suppléant, Yves Pillet, conseiller général et maire de Pont-en-Royans, avait été désigné,. Alors qu'elle n'a que quelques jours pour faire campagne, Le Monde indique qu'elle est « accusée d'être au sein du P.S. « la tête de pont majoritaire » dans une terre rocardienne, « le pion » de M. Louis Mermaz , son voisin de circonscription, qui contrôle la fédération de l'Isère, contre les amis dauphinois de M. Michel Rocard, dont M. Hubert Dubedout, maire de Grenoble ». Elle a pour suppléant Maurice Rival, vice-président du conseil général et maire de Chirens, proche de Louis Mermaz. Elle est soutenue pendant sa campagne par Louis Mermaz, Pierre Joxe, Michel Crépeau et Michel Jobert. Elle recueille 33,21 % des voix au premier tour et est élue au second tour avec 53,04 % des voix.
Elle siège à l'Assemblée nationale jusqu'en septembre 1984, comme apparentée au groupe socialiste. André Vallini, qui s'était opposé à sa candidature, devient son assistant parlementaire. Durant cette période, elle siège également au Conseil régional de Rhône-Alpes,, alors que les députés sont membres de droit de ces assemblées.
En décembre 1981, aux côtés de Robert Badinter, alors ministre de la Justice, elle est la rapporteure à l'Assemblée nationale du projet de loi visant à la dépénalisation des relations homosexuelles avec les mineurs de plus de 15 ans, l'une des promesses de François Mitterrand lors de la campagne pour l'élection présidentielle de 1981. Après six mois de débats, l'Assemblée nationale vote le 27 juillet 1982 la loi du 4 août 1982 qui abroge l'alinéa 2 de l'article 331 du Code pénal. Créé sous le régime de Vichy et maintenu par le gouvernement provisoire de la République française par l'ordonnance du 8 février 1945, cet alinéa a établi une distinction discriminatoire dans l'âge de la majorité sexuelle, défini à 21 ans pour les rapports homosexuels, âge ramené à 18 ans en 1974, alors que pour les rapports hétérosexuels, la majorité était de 13 ans puis de 15 ans.
Dans la lignée des premières demandes, émergeant dans les années 1970 de quotas par sexe sur les listes électorales, dont elle est elle-même l'une des porte-parole principales, et du projet de loi inabouti déposé par le gouvernement Barre, elle dépose, au cours de l'été 1982, dans le cadre du projet de loi de réforme des élections municipales préparé par le ministre de l'Intérieur Gaston Defferre, un amendement prévoyant de limiter la proportion de candidats du même sexe sur les listes aux élections municipales : celui-ci donne lieu à l'article 4 de la loi, qui ajoute au code électoral un article 260 bis aux termes duquel, dans les villes de 3 500 habitants et plus dont les conseillers municipaux sont élus au scrutin de liste, « les listes de candidats ne peuvent comporter plus de 75 % de personnes du même sexe » (initialement fixé à 70 % par Gisèle Halimi, le seuil a été corrigé à 75 % par sous-amendement du gouvernement). L'article est voté par l'Assemblée nationale, définitivement adopté par celle-ci en troisième lecture sans débats houleux,. La loi est déférée le 23 octobre 1982 par les députés de l'opposition au Conseil constitutionnel, pour la première fois saisi de cette question : si l'opposition n'invoque pas l'inconstitutionnalité de l'article de loi issu de l'amendement de Gisèle Halimi, le Conseil constitutionnel, dans sa décision « Quotas par sexe I » du 18 novembre 1982, déclare « contraire à la Constitution l'adjonction du mot « sexe » à l'article L. 265 » du code électoral,.
Quand en 1999, elle défend une idée plus large de parité, ne se limitant pas aux quotas, le Conseil constitutionnel renvoie aux mêmes motifs au moment de censurer, dans sa décision « Quotas par sexe II » du 14 janvier 1999, la loi relative au mode d'élection des conseillers régionaux prévoyant que « chaque liste assure la parité entre candidats féminins et masculins », avant que l'article 3 de la Constitution soit complété, avec la révision constitutionnelle votée par le Parlement le 28 juin 1999, d'un nouvel alinéa aux termes duquel « la loi favorise l'égal accès des femmes et des hommes aux fonctions et aux mandats », et que le Conseil constitutionnel entérine les quotas dans sa décision « Quotas par sexe III » du 30 mai 2000.
À propos de son parcours au sein de l'Assemblée nationale, elle constate que ses projets n'avancent pas autant qu'elle le souhaiterait, et dénonce un « bastion de la misogynie ». Elle se déclare postérieurement déçue par François Mitterrand, qu'elle juge alors machiavélique. Après avoir démissionné de son poste de députée en 1984, elle devient chargée de mission auprès de Claude Cheysson, ministre des Relations extérieures.

#### Fonctions à l'UNESCO et à l'ONU
En 1985, elle est nommée ambassadrice de la France auprès de l'UNESCO, une fonction qu'elle occupe d'avril 1985 à septembre 1986. Elle est ensuite présidente du Comité des conventions et des recommandations de l'UNESCO, jusqu'en 1987. En 1989, elle devint conseillère spéciale de la délégation française à l'Assemblée générale des Nations unies, avant d'être rapporteuse pour la parité entre hommes et femmes dans la vie politique.

#### Élections européennes de 1994 avec Chevènement
Elle rejoint Jean-Pierre Chevènement à l'occasion des élections européennes de 1994, notamment en raison de la prise en compte de la revendication paritaire dans son programme. Elle se retrouve à la deuxième place aux côtés de candidats socialistes du Mouvement des citoyens, de communistes rénovateurs, féministes, radicaux et gaullistes, mais la liste « L'autre politique » n'obtient aucun siège avec 2,54 % des voix.

#### Observatoire de la parité
En 1995, Gisèle Halimi devient membre de l'Observatoire de la parité entre les femmes et les hommes après avoir contribué à sa création en compagnie de sa présidente, Roselyne Bachelot. Présidente de la commission « vie politique », elle signe le premier rapport de cet organisme, tentant d'éviter à ce dernier de devenir un simulacre politique. Ce premier rapport, issu d'une quarantaine d'auditions de spécialistes de la question et des personnalités publiques qu'elle-même et Roselyne Bachelot ont mobilisés, préconise des mesures particulièrement volontaristes, intégrant « des modifications législatives et constitutionnelles instaurant les principes d'un quota ou d'une parité », malgré l'opposition deux mois plus tôt du bureau du Rassemblement pour la République (RPR) à l'idée de quotas. Les principes proposés, jugés trop militants, font malgré tout l'objet d'une présentation et d'un débat à l'Assemblée nationale, où ils se heurtent à l'indifférence ou l'hostilité. Ce résultat, décevant pour ses autrices, permet toutefois la valorisation politique et institutionnelle des activités de l'Observatoire.

### Famille et vie personnelle
En 1949, à l'âge de 22 ans, elle épouse Paul Halimi, administrateur civil au ministère français de l'Agriculture ; elle a deux fils avec lui, Jean-Yves et Serge. L'aîné sera avocat et Serge directeur du Monde diplomatique. Bien qu'elle divorce en 1959, elle continue de porter le nom de son ancien mari, sous lequel elle s'est fait connaître. Elle présente son premier mariage comme « une connerie, le coup classique, on prend quelqu'un pour s'en sortir et on se retrouve encore plus coincée ».
Le 21 février 1961, elle se remarie avec Claude Faux (1930-2017), urbaniste, intellectuel touche-à-tout et secrétaire de Jean-Paul Sartre, dont elle est l'amie et l'avocate. Le couple a un fils, Emmanuel (1964-2022), représentant des étudiants lors des manifestations et grèves de 1986 contre la loi Devaquet puis journaliste à Europe 1 et coauteur, en 1994, d'une enquête sur François Mitterrand et l'extrême droite.
Évoluant dans le même milieu qu'elle, son mari, avocat, « lui consacre sa vie ». « Vivre avec un homme, quand on est déterminée à exister avec sa dignité de femme et à se battre pour celle des autres, le choix est très limité », confie Gisèle Halimi, très affectée par son décès qui survient en 2017.
Elle est la marraine de Nicolas Bedos.

### Mort

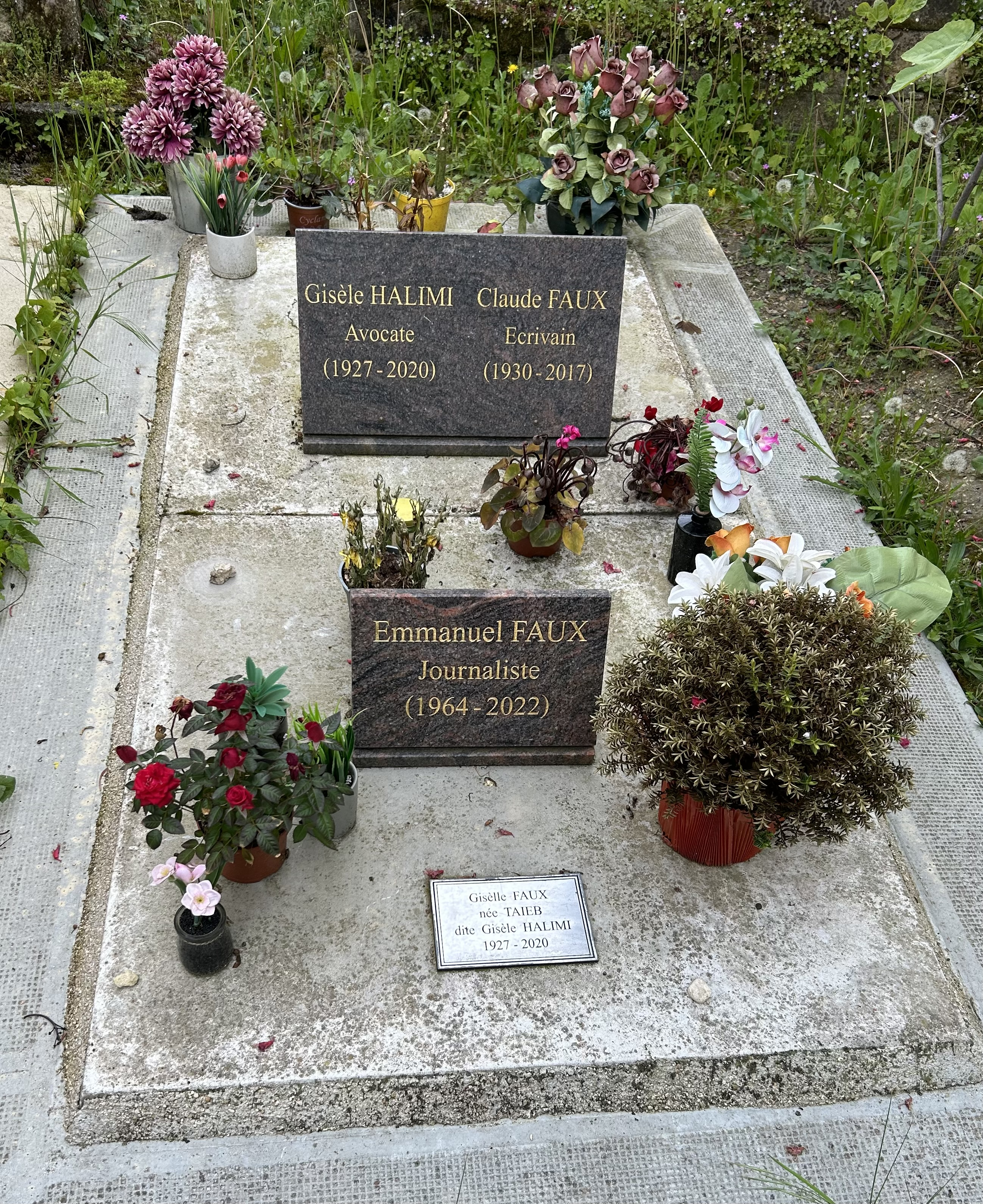
Tombe de Gisèle Halimi au cimetière du Père-Lachaise (division 49).

Gisèle Halimi meurt le 28 juillet 2020 à Paris, au lendemain de son 93e anniversaire. Ses obsèques ont lieu à Paris, au crématorium du Père-Lachaise, le 6 août 2020, lors d'une cérémonie laïque en présence de plusieurs centaines de personnes. Ses cendres sont ensuite inhumées en bordure de la 49e division (2e section) du cimetière, dans la même tombe que son dernier mari Claude Faux, décédé trois ans auparavant.

## Féminisme et altermondialisme

### Vision du féminisme
Gisèle Halimi réfute les théories de l'universalisme républicain qui, selon elle, en addition avec sa nature trompeuse, constitue « le piège le plus redoutable [des] démocraties modernes » de par son appel à l'humanisme. Elle partage la critique du féminisme « universaliste » émise par le sociologue Pierre Bourdieu, « qui inscrit dans la définition de l'être humain des propriétés historiques de l'homme viril construit par opposition avec les femmes ». Elle revendique un universalisme en rupture avec l'universalisme républicain, lequel est fondé sur un « universalisme neutre, prétendument asexué ». Pour elle, « le véritable universalisme n'est ni neutre, ni masculin, ni féminin. Il est double. Cet universalisme doit intégrer dans sa philosophie le constat indispensable de la dualité des sexes ; il englobe les deux sexes ».
Pour Gisèle Halimi, le féminisme ne peut se construire dans une sphère isolée, à l'écart des hommes ; c'est pourquoi elle milite pour la parité et, contrairement aux tendances du féminisme des années 1970 qu'elle a perçu comme frileux sur ce point, pour une insertion massive des femmes en politique,. Elle développe cette idée en 1997 dans La Nouvelle cause des femmes.

### Autres engagements et prises de position féministes
Outre ses actions en faveur de la criminalisation du viol, de la défense de l'avortement et de la parité, Gisèle Halimi s'est prononcée sur d'autres sujets relatifs à la cause des femmes, par ses actions ou au travers d'interventions dans les médias.
Elle défend l'interdiction du port du voile à l'école, qu'elle présente comme l'« un des signes les plus infériorisants, sinon le plus », et qu'elle assimile à « un apartheid sexuel ». À l'automne 1989, après l'affaire des collégiennes voilées de Creil, elle quitte l'association SOS Racisme, à laquelle elle reproche de préférer une approche identitaire à la défense des intérêts des femmes,.
Sur la prostitution, elle défend une position abolitionniste. En 2002, dans une tribune du quotidien Le Monde, elle répond à une proposition de Françoise de Panafieu de réouverture des maisons closes, s'opposant en cela à Élisabeth Badinter, et arguant qu' « interpréter le « mon corps m'appartient » des féministes comme le droit de le vendre est un non-sens. Et la négation parfaite de la misère, du déracinement, de l'inculture ainsi que des méfaits de la mondialisation marchande ». En 2006, elle dénonce la construction d'un bordel destiné aux spectateurs de la Coupe du monde de football en Allemagne, en s'adressant à la chancelière Angela Merkel,.
C'est encore au nom de la non-marchandisation du corps des femmes qu'elle s'oppose à deux reprises devant l'Assemblée nationale à la légalisation de la gestation pour autrui (GPA), la première fois en 1983 alors qu'elle est députée et qu'elle assimile les mères porteuses à de la « location de ventres », puis lors d'une table-ronde sur la bioéthique en 2010, où elle réitère parmi d'autres cet argument, en parlant d'un « lobbying pour autoriser ce commerce ». Elle persiste en 2011 en participant au collectif No Body for sale, qui reprend dans un tribune du Monde des arguments sur ce sujet devenu clivant, aussi bien au sein du Parti socialiste que du mouvement féministe,.
Le 23 février 2010 est adoptée par l'Assemblée nationale, en sa présence, une résolution européenne sur le principe de la « clause de l'Européenne la plus favorisée » visant l'harmonisation des législations européennes concernant les droits des femmes suivant l'idée qu'elle avait émise dès 1979 lors de la première élection du Parlement européen au suffrage universel,.

### Engagements internationaux et auprès d'ATTAC

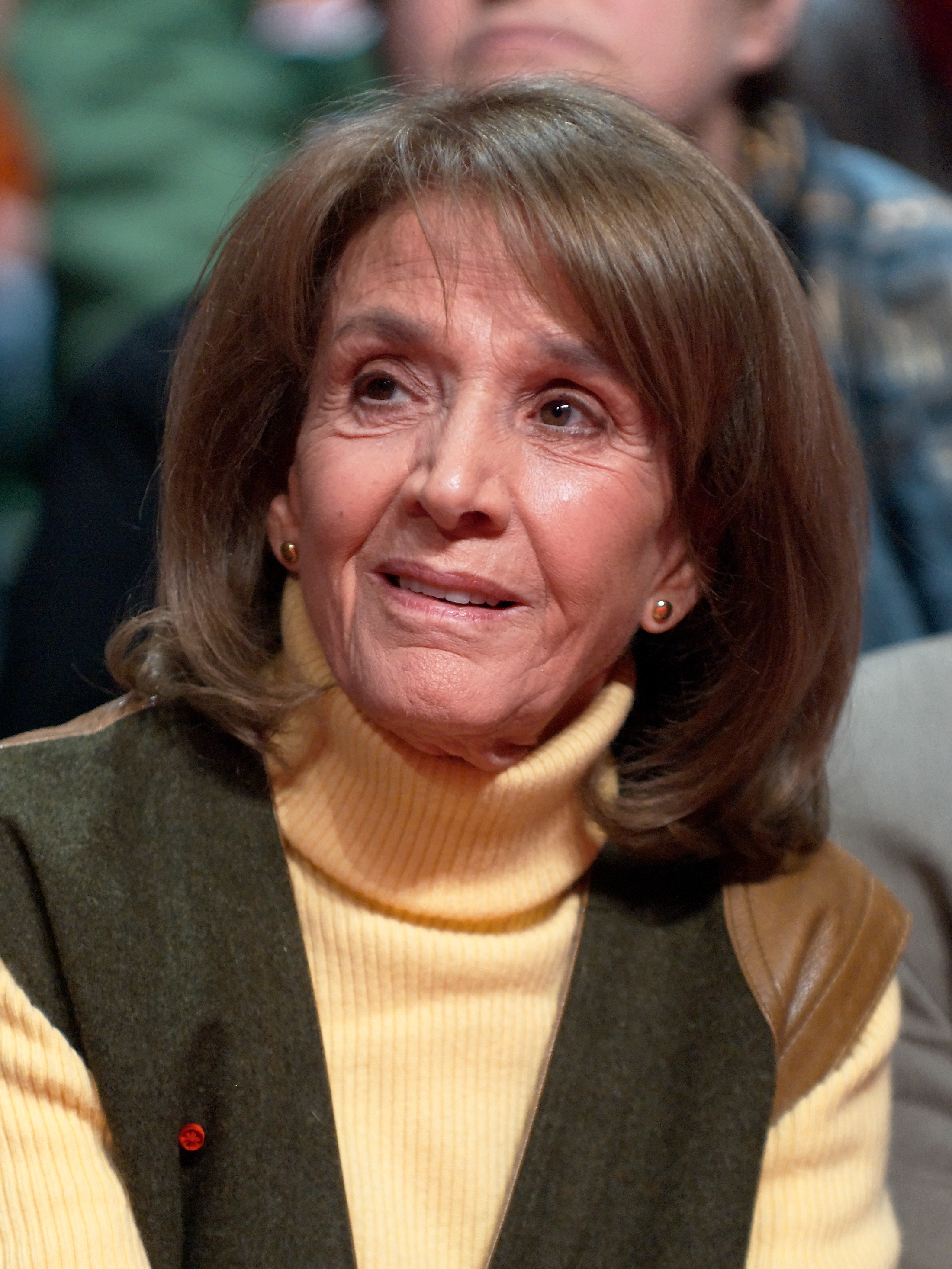
Gisèle Halimi en 2009.

En 1981, elle est co-solidaire de la publication Avis de recherche consacrée au soutien des appelés insoumis au service militaire.
Gisèle Halimi est également l'une des fondatrices de l'association altermondialiste Association pour la taxation des transactions financières et pour l'action citoyenne (ATTAC) en 1998. L'activiste palestinien Marwan Barghouti lui a par ailleurs demandé d'être l'une de ses avocats.
En 1999, pour s'opposer à l'intervention de l'OTAN dans la guerre du Kosovo, elle signe la pétition « Les Européens veulent la paix » initiée par le collectif pro-serbe Non à la guerre, se situant dans la mouvance de la Nouvelle Droite.
Elle soutient le non au référendum de 2005 sur le traité établissant une constitution pour l'Europe, notamment au motif que celui-ci garantit le droit à la vie mais pas le droit aux femmes de choisir de donner la vie.
Elle est membre du comité de parrainage du Tribunal Russell sur la Palestine, dont les travaux commencent le 4 mars 2009.

## Ouvrages
- Avec Simone de Beauvoir, Djamila Boupacha, Paris, Gallimard, coll. « Blanche », 1962, 296 p. (ISBN 978-2070205240)Témoignages d'Henri Alleg, de Maurice Audin, de Jacques Pâris de Bollardière, de Marie-Dominique Chenu, du Dr Jean Dalsace, de Jacques Fonlupt-Espéraber, de Françoise Mallet-Joris, de Daniel Mayer, d'André Philip, de Jean-François Revel, de Jules Roy et de Françoise Sagan. Portrait lithographié par Pablo Picasso et un hommage des peintres Robert Lapoujade et Roberto Matta.
- Le Procès de Burgos (préf. Jean-Paul Sartre), Paris, Gallimard, coll. « Témoins », 1971, 360 p. (ISBN 2070279480).
- Propos recueillis par Marie Cardinal, La cause des femmes, Paris, Grasset, coll. « Enjeux », 1973, 208 p. (ISBN 978-2246000280).
- Avortement, une loi en procès : L'affaire de Bobigny (préf. Simone de Beauvoir), Paris, Gallimard, coll. « Idées », 1973, 254 p. (ISBN 2070352838).
- Choisir la cause des femmes, Le Programme commun des femmes, Paris, Grasset, 1978, 258 p. (ISBN 2-246-00572-8).
- Choisir la cause des femmes, Viol, le procès d'Aix-en-Provence : compte rendu intégral des débats, Paris, Gallimard, coll. « Idées », 1978, 415 p. (ISBN 2-07-035398-2).
- Le Lait de l'oranger, Paris, Gallimard, coll. « Blanche », 1988, 400 p. (ISBN 978-2-070-71439-1)« Le lait de l'oranger », sur France Culture (consulté le 30 juillet 2020).
- Une embellie perdue, Paris, Gallimard, coll. « Blanche », 1995, 416 p. (ISBN 2-070-73788-8).
- La Nouvelle cause des femmes, Paris, Éditions du Seuil, coll. « Essai », 1997, 225 p. (ISBN 2-02-031973-X)Chantal Maillé, « Gisèle Halimi : La nouvelle cause des femmes » [PDF], sur erudit.org, 1998 (consulté le 30 juillet 2020).
- Fritna, Paris, Plon, 1999, 215 p. (ISBN 2-259-19134-7)« Fritna, de Gisèle Halimi. Maman aime-moi, ou la blessure du non-amour », L'Orient-Le Jour, 9 décembre 1999 (ISSN 1564-0280, consulté le 30 juillet 2020).
- L'autre moitié de l'humanité : l'intégrale des entretiens Noms de Dieux d'Edmond Blattchen, Liège, Alice, 2000, 91 p. (ISBN 978-2930182230).
- Avocate irrespectueuse, Paris, Plon, 2002, 274 p. (ISBN 2-259-19453-2).
- L'étrange Monsieur K, Paris, Plon, 2003, 324 p. (ISBN 2-259-19804-X).
- La Kahina, Paris, Plon, 2006, 260 p. (ISBN 2-259-20314-0, lire en ligne).
- Ne vous résignez jamais, Paris, Plon, 2009, 252 p. (ISBN 2-259-20941-6).
- Histoire d'une passion, Paris, Plon, 2011, 204 p. (ISBN 2-259-21394-4)« Histoire d'une passion », sur France Culture (consulté le 30 juillet 2020).
- Avec Annick Cojean, Une farouche liberté, Paris, Grasset, 2020, 160 p. (ISBN 2-246-82423-0)« "Une farouche liberté" de Gisèle Halimi : un appel posthume à la relève », sur francetvinfo.fr, 25 août 2020 (consulté le 30 juillet 2020).

## Distinctions

### Décorations
Gisèle Halimi est nommée au grade de chevalier dans l'ordre national de la Légion d'honneur le 31 décembre 1997 au titre d'« avocate, présidente d'un mouvement féministe ; 49 ans d'activités professionnelles et sociales » et faite chevalier de l'ordre, promue au grade d'officier dans l'ordre le 14 avril 2006 au titre de « présidente d'une association en faveur des femmes », faite officier de l'ordre le 8 septembre 2006 par le président Jacques Chirac au palais de l'Élysée, promue au grade de commandeur dans l'ordre le 31 décembre 2012 au titre d'« avocate au barreau de Paris ».
Elle est nommée au grade de commandeur dans l'ordre national du Mérite le 13 novembre 2009 au titre d'« avocate au barreau de Paris ; 60 ans d'activités professionnelles et associatives » puis faite commandeur de l'ordre le 13 avril 2010 par le généticien Axel Kahn.
En février 1992, elle est nommée au grade de grand officier de l'ordre de la République tunisienne au titre de « son action contre toutes les formes de ségrégation, d'intolérance et de fanatisme et pour la défense des causes de la justice et de la paix dans le monde ».

### Autres distinctions
- Médaille de la république de Grèce, pour son soutien au peuple grec lors de la dictature des colonels[6].
- Membre d'honneur de l'Ordre des avocats de Mexico en 1982[98].
- Prix de la personnalité de l'année du grand jury de la Distinction internationale en 1983[98].
- Prix Minerva du Club delle Donne, section « Domaine de la politique et de l'engagement social » (Rome, octobre 1985)[98].
- Médaille du barreau de Paris, pour les cinquante ans de sa carrière (avril 2003)[98].

| Pays     | Date | Établissement              | Grade                  |
| -------- | ---- | -------------------------- | ---------------------- |
| Belgique | 1998 | Université de Mons-Hainaut | Docteure honoris causa |
| Canada   | 2007 | Université de Montréal     | Docteure honoris causa |

## Hommages et postérité

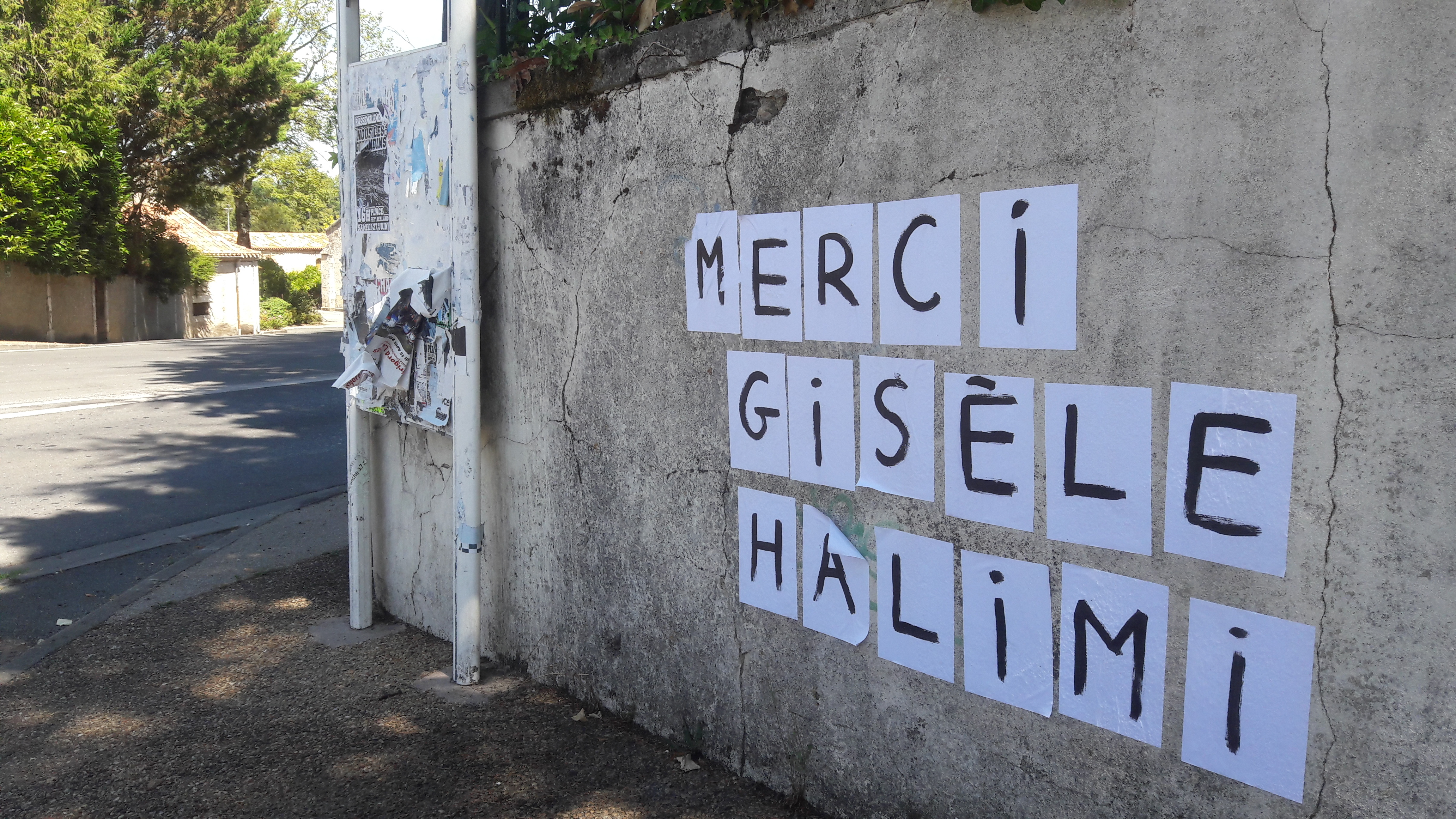
Remerciements affichés à Marsac-sur-l'Isle (Dordogne) en août 2020.

Alors que, sa vie durant, son engagement dans les causes qu'elle défend lui valent des propos injurieux et plusieurs menaces de mort, une pluie d'hommages et de louanges répond à l'annonce de son décès, au bémol près de l'absence remarquée des grandes figures masculines des professions judiciaires lors de ses obsèques.
La presse dans son ensemble salue son engagement, sa liberté d'esprit et les avancées qui lui sont dues en faveur des femmes. L'Assemblée nationale lui dédie un hommage sous forme d'applaudissements. Le président Emmanuel Macron annonce qu'un hommage national lui sera rendu dans la cour de l'Hôtel des Invalides. Mais surtout, de nombreuses personnalités publiques et mouvements féministes — aussi bien universalistes, différentialistes qu'intersectionnels — se réclament de son héritage, y compris ceux avec qui elle avait pu avoir des oppositions,.

### Hommages nationaux
Après son décès en 2020, des pétitions réclament son transfert au Panthéon. Lancée par une association de lutte contre les violences faites aux femmes, l'une des pétitions demande ainsi « un hommage décent à celle qui a tant fait pour notre pays, pour la cause des femmes, pour celle des homosexuels et contre le colonialisme ». Dans une autre, il s'agit de faire en sorte que « l'empreinte de cette grande femme » soit « inscrite à jamais dans nos cœurs et dans l'Histoire de France ». Toutefois, selon une information de France Inter, le président Emmanuel Macron se montre réticent à cette idée en raison de son engagement pendant la guerre d'Algérie car « une panthéonisation doit rassembler et, par-dessus tout, ne froisser personne », or « certaines associations de harkis et de pieds-noirs l'ont pris comme une insulte ». Le président Macron participe le 8 mars 2023 à une cérémonie d'hommage à Gisèle Halimi, organisée à l'occasion de la journée internationale du droit des femmes. Toutefois, l'association qu'elle a créée, Choisir la cause des femmes, refuse de participer à l'hommage car l'invitation d'Emmanuel Macron « semble relever d'une instrumentalisation politique ». Le communiqué expliquant les raisons précises de ce refus se termine ainsi : « Monsieur le président de la République, ce 8 mars 2023, avec toutes les féministes, c'est Gisèle Halimi elle-même qui sera absente de votre hommage ». Son fils Serge Halimi refuse également d'y participer, critiquant une commémoration « opportuniste » en pleine mobilisation contre une réforme des retraites « dont les femmes qui occupent les métiers les plus difficiles seront les premières victimes ».

### Autres hommages
Pour la philosophe Marylin Maeso, « son féminisme, total et obstinément cohérent, transcende et transperce les « camps » antagonistes qui s'arrachent sa mémoire, tant il fut, jusqu'au bout, porté par une exigence que jamais n'entamèrent ni l'esprit de corps, ni la zizanie doctrinale qui divisent depuis toujours les mouvements militants ». Florence Rochefort, historienne du féminisme, souligne que « Gisèle Halimi ne s'est pas positionnée sur les polémiques récentes », étant restée « plutôt en retrait des débats » depuis « une dizaine d'années », tout en ayant « traversé suffisamment d'époques pour que chacun puisse se reconnaître en elle ».
En février 2025, les élèves de l'Institut national du service public lui rendent hommage en adoptant « Gisèle Halimi » comme nom de promotion 2025-2027A.
Le 26 juillet 2024, Gisèle Halimi fait partie des 10 statues de femmes présentées lors de la cérémonie d'ouverture des Jeux olympiques de Paris (avec la philosophe et poétesse Christine de Pizan, l’exploratrice Jeanne Barret, la révolutionnaire Olympe de Gouges, l’anarchiste Louise Michel, la réalisatrice Alice Guy, la cadre sportive Alice Milliat, l’écrivaine Paulette Nardal, la philosophe Simone de Beauvoir et la femme politique Simone Veil),.

### Théâtre et bande dessinée
Sa plaidoirie en 1972 au procès de Bobigny est reprise au théâtre Antoine par l'acteur Richard Berry en 2018 sous le titre Plaidoiries.
En 2019, Pauline Bureau écrit et met en scène au Théâtre du Vieux-Colombier de la Comédie-Française Hors-la-loi, qui retrace l'interruption volontaire de grossesse subie par Marie-Claire Chevalier puis le procès de Bobigny,.
En 2022, une adaptation de ses combats est mise en scène au théâtre dans Gisèle Halimi, une farouche liberté interprétée par Ariane Ascaride.
En 2024, une bande dessinée intitulée Bobigny 1972, publiée par Marie Bardiaux-Vaïente (scénario) et Carole Maurel (dessin et couleur) aux éditions Glénat, retrace l'histoire de Marie-Claire Chevalier et met en scène une partie de l'enfance de Gisèle Halimi, son engagement dans la défense des femmes ayant recours à l'avortement, sa plaidoirie au procès de Bobigny et la défense de la loi pour la dépénalisation de l'avortement.

### Téléfilms et documentaire
En mars et avril 2006, les chaînes RTL TVI, TSR1 et France 2 diffusent Le Procès de Bobigny, un téléfilm de François Luciani dans lequel Anouk Grinberg interprète le rôle de Gisèle Halimi et Sandrine Bonnaire celui de la mère qui aida sa fille mineure à avorter.
En juillet 2010, France 5 diffuse Gisèle Halimi, l'insoumise, documentaire de 52 min réalisé par Serge Moati (production : France 5, Image & et Compagnie).
Pour Djamila est un téléfilm français réalisé par Caroline Huppert et diffusé pour la première fois le 20 mars 2012 sur la chaîne France 3, inspiré de l'histoire vraie de Djamila Boupacha dont le rôle est interprété par Hafsia Herzi tandis que Marina Hands interprète le rôle de Gisèle Halimi.
Le Viol, téléfilm belge réalisé par Alain Tasma et diffusé le 19 septembre 2017 sur France 3, retrace le procès des trois violeurs de deux touristes belges. Le rôle de Gisèle Halimi, avocate des plaignantes, est tenu par Clotilde Courau,.

### Autres
- En 1976, dans L'une chante, l'autre pas, un film d'Agnès Varda traitant des luttes féminines, Gisèle Halimi apparaît dans son propre rôle[125].
- Le 8 mars 2006, le pont de l'hôtel de ville de Mont-de-Marsan est rebaptisé pont Gisèle-Halimi en présence de l'intéressée[126].
- Depuis 2016, le prix d'un concours d'éloquence dénonçant le sexisme, organisé par la Fondation des femmes, porte son nom[127].
- Un collège à Aubervilliers prend son nom en 2018[128].
- La première promotion de l'Institut d'études politiques de Saint-Germain-en-Laye porte son nom[129].
- En 2018, la 26e promotion des directeurs des services, en formation à l'École nationale de protection judiciaire de la jeunesse, choisit son nom[130].
- Le 18 février 2021, le conseil municipal de Besançon (Doubs) décide de débaptiser une rue en son honneur[131].
- Le 15 mars 2021, le conseil municipal de La Seyne-sur-Mer (Var), décide de rebaptiser l'Espace sportif et d'accueil de la jeunesse de Berthe « Espace Gisèle-Halimi »[132],[133].
- Le 31 août 2021, la maire de Paris Anne Hidalgo inaugure la promenade Gisèle-Halimi sur la rive gauche des berges de Seine, entre le pont de l'Alma et le pont des Invalides (7e arrondissement)[95],[134].
- Le 20 novembre 2021, le maire de Saint-Vallier, Pierre Jouvet, inaugure l'école Gisèle-Halimi, en présence de son fils Emmanuel Faux et de Najat Vallaud-Belkacem[135]. À cette occasion, l'artiste C215 a réalisé une fresque la représentant à l'entrée de l'établissement[136].
- Le 17 décembre 2021, la ville de Rouen annonce que la station souterraine de tramway Palais de Justice sera renommée « Palais de Justice – Gisèle Halimi »[137].
- Le 8 mars 2022, lors de la Journée internationale des femmes, le collège de Saint-Mathieu dans la Haute-Vienne, alors nommé « Collège du Parc » devient le « Collège Gisèle-Halimi ». Le choix de cette dénomination fait suite à un important travail pédagogique lancé en décembre 2020 avec les collégiens autour de la laïcité[138].
- En 2023, le lycée Anatole de Monzie à Bazas en Gironde prend le nom de Gisèle Halimi[139].
- Le 8 mars 2024, lors de la Journée internationale des femmes, l'université de Lille nomme l'amphithéâtre A sur le campus Moulins « Amphi A - Gisèle Halimi ». À la suite du dévoilement de la plaque, une table ronde a lieu sur la constitutionnalisation du droit à l'IVG[140]
- Une allée Gisèle-Halimi est inaugurée à Dugny, le 8 mars 2024. Elle est située dans le Village des médias, construit pour les Jeux olympiques de Paris[141].
- Le 17 avril 2024, le Conseil communal de Koekelberg valide de débaptiser une partie de la rue de l'Armistice en son honneur[142].
- La bibliothèque Saint-Bruno à Grenoble est renommée bibliothèque Gisèle-Halimi le 30 septembre 2024[143].
- Le 8 mars 2025, Journée internationale des femmes, la ville de Périgueux donne son nom à un square situé dans le quartier du Toulon, et qui était sans nom[144]. Le même jour, la ville d'Armentières inaugure un jardin à son nom[145].

## Résultats aux élections législatives

### Élections législatives
| Année | Parti | Parti      | Circonscription | 1er tour | 1er tour | 1er tour | 2d tour | 2d tour | 2d tour | Issue    |
| Année | Parti | Parti      | Circonscription | Voix     | %        | Rang     | Voix    | %       | Rang    | Issue    |
| ----- | ----- | ---------- | --------------- | -------- | -------- | -------- | ------- | ------- | ------- | -------- |
| 1967  |       | MDF (FGDS) | 17e de Paris    | 5 834    | 13,46    | 3e       | Retrait | Retrait | Retrait | Éliminée |
| 1978  |       | Choisir    | 19e de Paris    | 1 641    | 4,31     | 5e       |         |         |         | Éliminée |
| 1981  |       | App. PS    | 4e de l'Isère   | 16 625   | 33,22    | 1re      | 29 759  | 53,05   | 1re     | Élue     |